# Réserve naturelle du Swartberg
La réserve naturelle du Swartberg (anglais : Swartberg Nature Reserve, afrikaans : Swartberg Natuur Reservaat) est une aire protégée de la province du Cap-Occidental en Afrique du Sud. Cette aire protégée de 1 210 km2 fait partie du site du patrimoine mondial des aires protégées de la Région florale du Cap. Elle est administrée par CapeNature (en).

## Géographie
La réserve naturelle du Swartberg est située dans le district de Oudtshoorn, dans la province du Cap-Occidental, à 5 Km de Prince Albert.
Elle s'étend sur environ 1 200 Km2, dans le désert du Karoo (entre le Grand et le petit Karoo) dans la chaine de montagne du Swartberg. Elle est bordée, à l'Ouest, par la rivière Gamka (en).
La réserve compte notamment le Gamkaskloof.

## Biodiversité
Les milieux présents dans la réserve vont du Renosterveld au Fynbos, en passant par les Spekboom velds.
La réserve accueil plus de 180 espèces d'oiseaux, dont le merle olivâtre, merle de Smith, Pririt molitor, Camaroptère à tête grise, Bulbul importun, Tchagra du cap ... On peut également y observer de nombreuses espèces de mammifères, dont des babouins et des léopards.
Une espèce de caméléons nains semble être strictement endémique de la réserve du Swartberg : Bradypodion atromontanum.
186 espèces d'araignées y ont été identifiées.